# Thalia Bücher

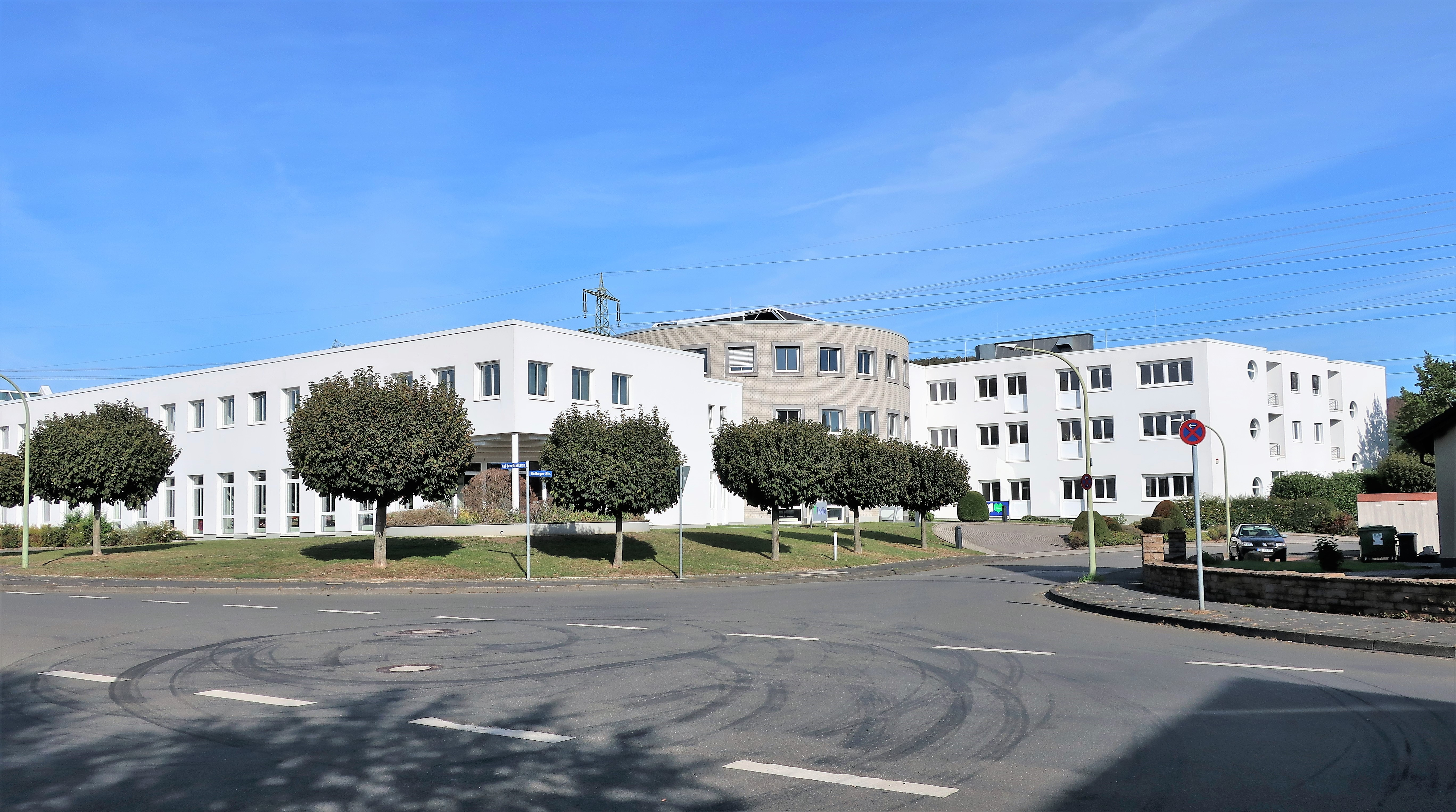
Thalia-Unternehmenszentrale in Hagen-Bathey

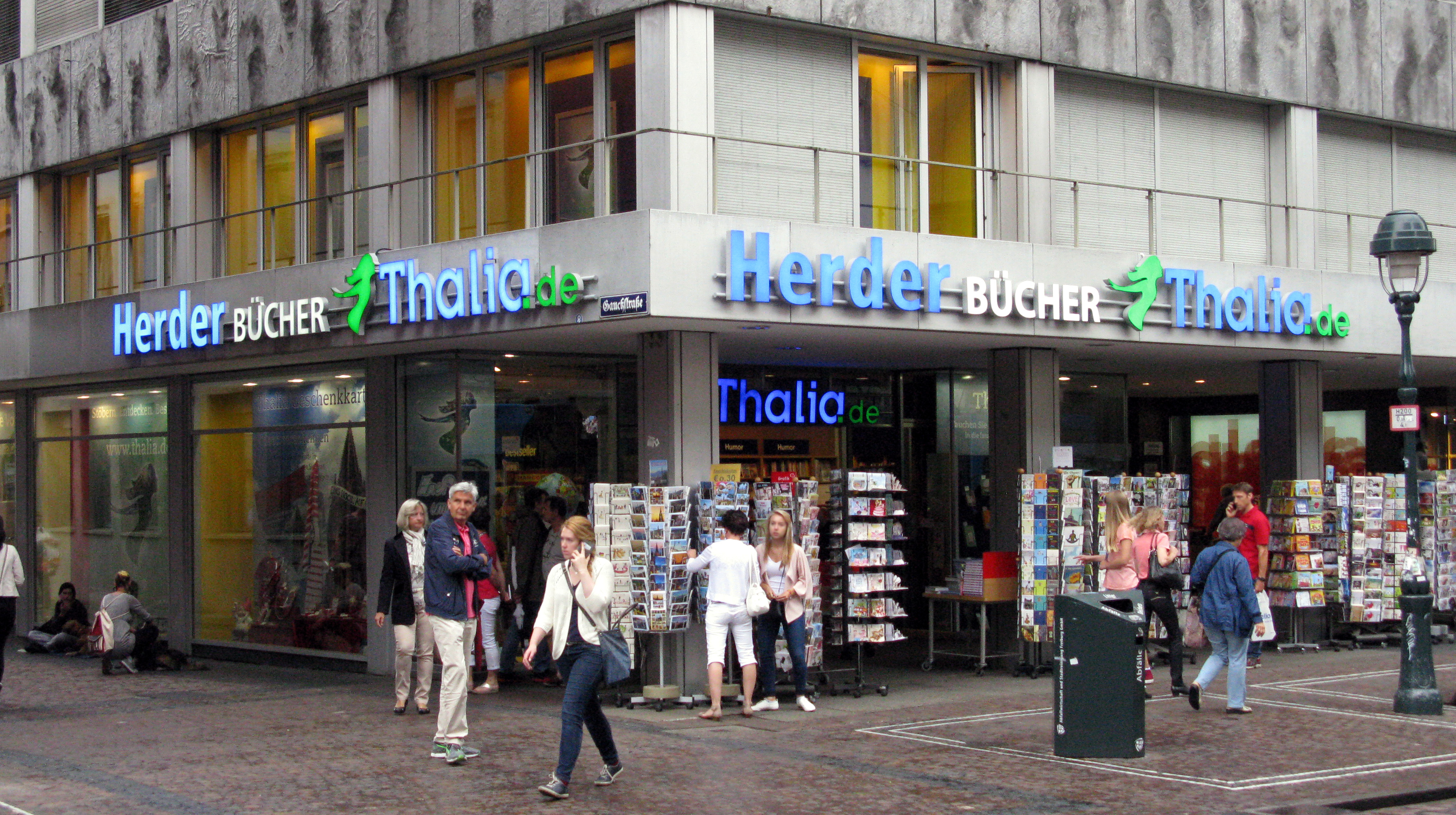
Herder/Thalia-Buchhandlung in Freiburg im Breisgau (2016)

Logo bis 2018

Die Thalia Bücher GmbH [taˈliːa] (bis Oktober 2015: Thalia Holding GmbH) mit Sitz in Hagen ist ein Buchhandels- und Serviceunternehmen. Nach dem Zusammenschluss mit der Mayerschen Buchhandlung im Jahr 2019 gehören über 340 Buchhandlungen in Deutschland und Österreich sowie 50 % der Anteile an den mehr als 30 Buchhandlungen der Orell Füssli Thalia AG in der Schweiz zum Unternehmen. Die Thalia-Gruppe gilt (gemessen am Umsatz) als Marktführer im Sortimentsbuchhandel im deutschsprachigen Raum.

## Geschichte
Thalia wurde 1919 im Haus des Hamburger Thalia Theaters gegründet; 1997 hatte das Unternehmen 12 Filialen in Hamburg. Am 20. März 1997 eröffnete es eine Filiale in Bremen. 2001 gaben Thalia und die zur Douglas Holding gehörende Buchhandelsgruppe Phönix-Montanus ihren Zusammenschluss bekannt. Die Gruppe firmierte unter dem einheitlichen Markennamen Thalia. Seit September 2005 firmieren die österreichischen Thalia-Erwerbungen unter Thalia.at und die schweizerische Jäggi-Gruppe unter Thalia.ch. Anfang 2006 hatte Thalia als Marktführer im deutschsprachigen Raum einen Marktanteil von knapp sieben Prozent. Nach der Vereinigung der Hugendubel-Buchhäuser mit den über 350 Verkaufsstellen der Verlagsgruppe Weltbild fiel Thalia auf den zweiten Platz hinter den dadurch neugebildeten Buchhandelskonzern DBH zurück.
Im Rahmen der 50. IFA stellte Thalia das E-Book-Lesegerät OYO vor, das im Herbst 2010 und damit früher als das Konkurrenzgerät von Amazon (Kindle) in den deutschen Handel kam. Einen Marktplatz für Direktveröffentlichungen bot Thalia am 21. April 2011 aber noch nicht an. Ab Ende November 2012 war mit dem E-Book-Reader Odyssey HD FrontLight von Bookeen ein Konkurrenzprodukt zu Amazons Kindle Paperwhite im Angebot.
Die Gesellschafter der Thalia Holding GmbH waren bis 2012 die Könnecke-Beteiligungs-GmbH (25 %) und die Buch & Medien GmbH (75 %). Letztere befand sich zu 100 % im Eigentum der Douglas Holding. Gesellschafter der Könnecke-Beteiligungs-GmbH sind Mitglieder der Familie Könnecke, die 1931 das Unternehmen Thalia erworben hatte. Bis Ende 2012 gehörte Thalia komplett zur Douglas Holding. Im selben Jahr stieg der US-Finanzinvestor Advent in den Konzern ein und die Douglas-Gründerfamilie Kreke blieb mit 20 Prozent am Unternehmen beteiligt.
Im März 2013 hat Thalia gemeinsam mit Partnern der Buchhandelsbranche und der Deutschen Telekom als Technikpartner die Marke tolino gelauncht und seither zahlreiche eReader herausgebracht.
2013 schloss sich Thalia auch mit dem Schweizer Buchhandelsunternehmen Orell Füssli zusammen. An der Orell Füssli Thalia AG waren beide Unternehmen mit je 50 % beteiligt.
Im März 2015 wurde Buch.de mit der Thalia Holding verschmolzen und war fortan nicht mehr als eigenständiges Unternehmen tätig.
Die Gesellschafterversammlung der Thalia Holding GmbH vom 6. Oktober 2015 beschloss die Umfirmierung in Thalia Bücher GmbH. Seit 2016 wird Thalia wieder familiengeführt. Ein Eigentümerkonsortium um die Verlegerfamilie Herder, die Unternehmerfamilie Kreke, den Unternehmer Leif Erik Göritz und den geschäftsführenden Gesellschafter von Thalia, Michael Busch, erwarb das Unternehmen.
2019 gaben Mayersche und Thalia ihren Zusammenschluss bekannt. Das Unternehmen beschäftigt insgesamt rund 6.000 Mitarbeiter. Im August 2019 feierte Thalia sein 100-jähriges Jubiläum; zum Abschluss des Jubiläumsjahres fand im November 2019 eine Gala in Hamburg statt. Im November 2020 genehmigte das Bundeskartellamt den Zusammenschluss von Thalia mit der Osianderschen Buchhandlung.
Thalia betreibt neben den Buchhandlungen auch einen Online-Shop sowie eine eigens entwickelte mobile App und den eReader Tolino.
Am 21. Februar 2025 kündigte das Unternehmen an, seinen Firmensitz bis 2028 von Hagen nach Dortmund zu verlegen.

## Konzernstruktur
Seit Juli 2016, nach Abschluss umfangreicher Sanierungsmaßnahmen, ist ein Konsortium um die Verlegerfamilie Herder im Besitz des Großteils der Thalia-Gruppe; die Douglas-Gründerfamilie Kreke hält weiterhin eine Minderheitsbeteiligung.

## Übernahmen und Beteiligungen (Auswahl)
- 1979 Beteiligung an der Montanus-aktuell-Gruppe[28]
- 1988 Übernahme der Phönix Universitätsbuchhandlung, Bielefeld, (1994 Fusion mit Montanus zur Phönix-Montanus GmbH)
- 1996 Kauf der Herder-Buchhandlungen, Münster in Westfalen und Freiburg im Breisgau
- 1999 Beteiligung am Onlinehändler Buch.de
- 2000 Kauf der schweizerischen Buchhandlungen W. Jäggi (Sitz Basel) und Stauffacher (Sitz Bern)
- 2001 Fusion von Phönix-Montanus und Thalia zur Thalia Holding GmbH
- 2002 Übernahme der österreichischen Buchhandelskette Amadeus, Übernahme von Bol.de (durch buch.de)
- 2003 Beteiligung an der schweizerischen Zur alten Post (ZAP) AG (5 Filialen im Kanton Wallis) sowie Übernahme der Buchhandelsgruppen Palm & Enke, Mencke & Blaesing (jeweils in Erlangen) sowie der Universitätsbuchhandlung Jena
- 2004 Beteiligung an der Kober-Löffler-Gruppe, Übernahme der im Rheinland tätigen Bouvier/Gonski-Buchhandelskette und des Buchhauses Campe, Nürnberg
- 2006 Übernahme der Reinhold Gondrom GmbH & Co. KG mit 26 Filialen, der wissenschaftlichen Versandbuchhandlung Dr. Claus Steiner, Idstein am Taunus mit (Business-to-Business-Geschäft) unter Beibehaltung des Standortes, der Wagnersche Buchhandlung in Innsbruck sowie Beteiligung in Höhe von 50,1 % an der Buchhandlung Grüttefien GmbH, Varel, mit 18 Buchhandlungen und einem Umsatz von 17 Millionen Euro

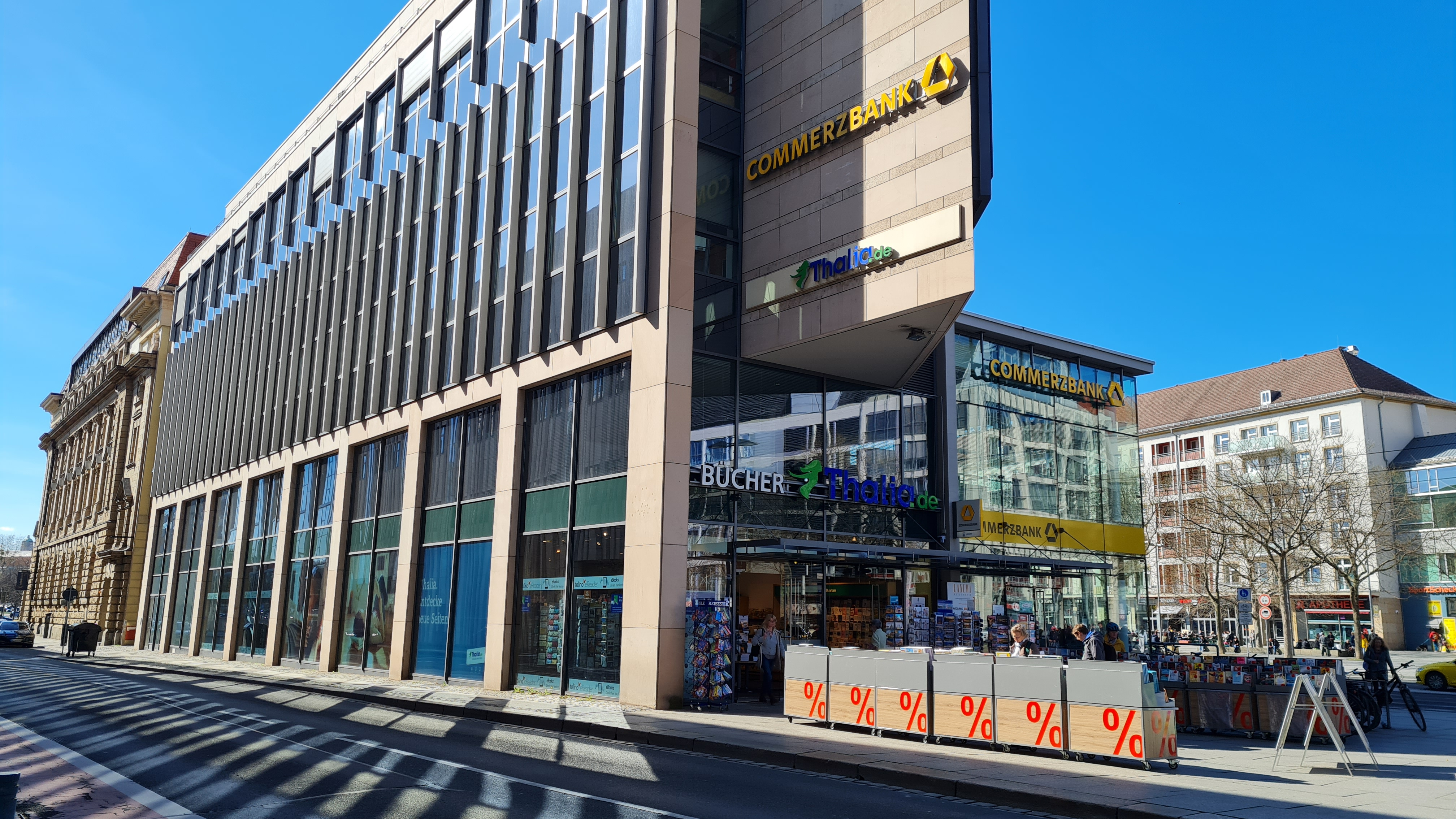
Thalia Dresden

- 2007 Übernahme der Buch & Kunst-Gruppe, Dresden, mit 44 Buchhandlungen vor allem in Ostdeutschland und Nordrhein-Westfalen und einem Jahresumsatz von etwa 60 Millionen Euro vom Finanzinvestor Barclays Private Equity,[29] der Meissner Bücher AG von AZ Medien und von Haus der Bücher Spaethe, (Moers), der Buchhandlung Franz Potthoff (Bergisch Gladbach), Buchhandlung Köhl (Brühl) sowie über Grüttefien die Buchhandlung Bräuer in Lemgo
- 2008 Übernahme von Buch-Kaiser in Karlsruhe[30] und Umbenennung der zugekauften Buchläden in Thalia.de[31]
- Im März 2009 kündigt Thalia die Schließung von Buch-Kaiser in Karlsruhe für 2010 an und konzentriert damit sein Angebot auf zwei Thalia-Megafilialen[32]
- Im März 2013 wurde ein Joint-Venture zwischen Orell Füssli und Thalia bekannt gegeben. Im Herbst 2013 nahm das Gemeinschaftsunternehmen Orell Füssli Thalia (OFT), nun die größte Buchhandelskette der Schweiz, seine Geschäftstätigkeit auf. Die Thalia-Filialen in der Schweiz werden nach und nach auf die Marke Orell Füssli umgestellt.[33]
- Im April 2014 wurde von Thalia auf der Hauptversammlung der Buch.de Internetstores ein Squeeze-out eingeleitet, um das Unternehmen vollständig zu übernehmen. 2015 wurde die inzwischen hundertprozentige Tochtergesellschaft Buch.de aufgelöst und mit der Thalia Holding verschmolzen. Im Mai 2018 wurde Buch.de schließlich eingestellt.[34]
- Seit Januar 2017 hat Thalia insgesamt mehr als 20 Buchhandlungen übernommen und z. T. gemeinsam mit den Alteigentümern weiterbetrieben.[35]
- Im Januar 2019 fusionierten Thalia und die Mayersche Buchhandlung.[36] Ebenfalls im Januar 2019 übernimmt Thalia die Buchhandlung Jos. Fischer, die seit 150 Jahren betrieben wird.[37]
- Zwölf Decius-Standorte in Niedersachsen und Sachsen-Anhalt werden ab Februar 2020 fortgeführt.[38]
- Seit 2021 gehört das auf wissenschaftliche Fachliteratur spezialisierte Unternehmen Lehmanns Media zu Thalia.[39]
- 2024 übernimmt Thalia die Kundenbeziehungen aus dem Weltbild-Onlineshop und den von Weltbild verkauften E-Readern der Marke Tolino sowie die Weltbild-Marken und Domains.[40][41][42]
- Im November 2024 bestätigt das Bundeskartellamt offiziell die Übernahme von Bücher.de durch Thalia.[43]

## Engagement und Leseförderung
Seit 2009 ist Thalia exklusiver Buchpartner des größten internationalen Literaturfestivals lit.Cologne und seit 2017 auch Partner der lit.Ruhr. Außerdem ist das Unternehmen seit 2018 im Stifterrat der Stiftung Lesen. Mit mehr als 5000 Veranstaltungen im Jahr ist das Unternehmen einer der größten Lese- und Literaturförderer in Deutschland. Auch lokal engagiert sich Thalia für die Leseförderung und kooperiert mit öffentlichen Institutionen.

## Kritik
Der intensive Wettbewerb im Buchhandel und der Trend zur Filialisierung gehen seit Jahren mit Übernahmen inhabergeführter Buchhandlungen und Neugründungen von Buchhäusern durch stark expandierende Ketten wie die Thalia-Gruppe, die Verlagsgruppe Weltbild oder die Mayersche Buchhandlung einher.
Die zentrale Einkaufsmacht von Großanbietern wie Thalia gilt zunehmend als geeignet, die Vertriebskonditionen der Verlage zu beeinflussen, wodurch besonders kleinere Verlage unter Druck geraten könnten. 2006 wurde Thalia für den Vorschlag kritisiert, die Verlage mögen sich finanziell am Ausbau und der Einrichtung neuer Firmenfilialen beteiligen. Mehr als ein Jahrzehnt später sind solche Aufforderungen weiterhin Teil der Verlagspolitik. Ein weiterer Kritikpunkt waren Versuche Thalias – durch Angriffe auf die Buchpreisbindung –, inhabergeführte Buchhandlungen aus dem Markt zu drängen. Widerstand gab es ab 2007 gegen die Pläne der Thalia-Gruppe zur Eröffnung einer Großfiliale im denkmalgeschützten Metropol-Kino in Bonn, was durch ein Bürgerbegehren mit 16.000 Unterschriften im Rahmen der Initiative Rettet das Metropol verhindert werden sollte. Allerdings blieben die Proteste erfolglos und die umstrittene Thalia-Filiale wurde nach Restaurierungsarbeiten im Herbst 2010 eröffnet und als Kulturort erhalten. Ebenfalls im Jahr 2010 wurde Thalia Österreich beschuldigt, einen lokalen Verlagsbuchhändler durch Androhung der Einstellung bestehender Lieferantenbeziehungen zum Verkauf zwingen zu wollen.
Im Jahr 2017 verschickte Thalia Rechnungen für eine Werbekostenzuschuss-Pauschale an rund 1000 Verlage. Thalia verweist auf das zukünftige Entwicklungspotenzial und die „langfristige Sicherung unserer Geschäftsbeziehungen“, mit dem Ziel, die bei Thalia angebotenen Produkte der Lieferanten reichweitenstark zum Kunden zu bringen. Nach verschiedenen Enthüllungen im Börsenblatt über die Praktiken wird dem Unternehmen von Fachjournalisten „die Methodik der Schutzgelderpresser“ vorgeworfen, sodass die Namensgeberin Thalia künftig wohl als „Muse der Mafia“ zu gelten habe.
Eine Kooperation mit der China National Publication Import & Export Cooperation (CNPIEC) brachte Thalia 2020 eine kritische Berichterstattung in den Medien ein. In drei Filialen testete Thalia eine gemeinsame Buchauswahl mit dem chinesischen Handelsunternehmen aufgrund eines behaupteten wachsenden Interesses an chinesischen Autoren. Die SPD-Bundestagsabgeordnete und Vorsitzende der Deutsch-Chinesischen Parlamentariergruppe Dagmar Schmidt kritisierte die Kooperation und sprach sich für eine Debatte darüber aus, ob „Meinungen […], die aus einer Diktatur stammen“, als gleichwertig betrachtet werden dürfen.
Anfang 2021 kündigte Thalia dem langjährigen Betriebsratsvorsitzenden nach Umstrukturierungen; ab Mai 2021 verhandelte das Arbeitsgericht Berlin die Kündigungsschutzklage.